# Eurata xanthosoma
Eurata xanthosoma är en fjärilsart som beskrevs av George Francis Hampson 1905. Eurata xanthosoma ingår i släktet Eurata och familjen björnspinnare. Inga underarter finns listade i Catalogue of Life.